# Wybory prezydenckie w Stanach Zjednoczonych w 2000 roku
Treść tego artykułu może nie być zgodna z zasadami neutralnego punktu widzenia.
 Po wyeliminowaniu niedoskonałości należy usunąć szablon [[Szablon:Dopracować|]] z tego artykułu.
Wybory prezydenckie w Stanach Zjednoczonych w 2000 roku − pięćdziesiąte czwarte wybory prezydenckie, w których głosowanie wyborców odbyło się 7 listopada 2000 roku. W wyniku wyborów wyłoniony został 43. prezydent oraz 46. wiceprezydent Stanów Zjednoczonych. W walce o najwyższy urząd w Stanach Zjednoczonych zmierzyli się m.in. 45. wiceprezydent Al Gore oraz ówczesny gubernator Teksasu George W. Bush.
Wybory te były czwartymi wyborami w historii (1824, 1876 i 1888), gdzie kandydat który przegrał w głosowaniu powszechnym został prezydentem. Ostatecznie zwycięzcą ogłoszono republikańskiego gubernatora Teksasu George’a W. Busha, który pokonał urzędującego przez dwie kadencje demokratycznego wiceprezydenta Ala Gore’a z Tennessee.
| 1996 ← 7 XI 2000 → 2004    | George Bush          | Al Gore              |
| -------------------------- | -------------------- | -------------------- |
|                            |                      |                      |
| Partia polityczna          | Partia Republikańska | Partia Demokratyczna |
| Stan macierzysty           | Teksas               | Tennessee            |
| Kandydat na wiceprezydenta | Dick Cheney          | Joe Lieberman        |
| Głosy elektorskie          | 271                  | 266                  |
| Głosy powszechne           | 50 456 002           | 50 999 897           |
| Stany                      | 30                   | 20 + DC              |
| Wynik procentowy           | 47,9%                | 48,4%                |

Wybory jednak pozostały wysoce dyskusyjne z co najmniej paru powodów:
- Obliczanie głosów w stanie Floryda, którego głosy elektorskie zadecydowały ostatecznie o wyniku, trwało dość długo po wyborach.
- Wiele osób wciąż kwestionuje rzetelność sposobu obliczania (rzekomo wadliwe karty do głosowania, skreślenie na kilka dni przed wyborami z list ponad 50 000 wyborców bez podania przyczyn przez władze Florydy (oficjalnie tłumaczono to potem „technicznymi błędami”, dodając, iż „prawo nie działa wstecz”). Wedle krytyków nie bez znaczenia jest fakt, iż bratem republikańskiego kandydata był właśnie ówczesny gubernator Florydy, Jeb Bush. Większość wykreślonych była zarejestrowanymi demokratami
- Ostateczną decyzję o przyznaniu głosów elektorskich podjął Sąd Najwyższy Stanów Zjednoczonych, co wywołało oskarżenia o polityczną stronniczość (przewaga konserwatystów).
- Po raz pierwszy od roku 1888 prezydentem ogłoszono kandydata, który uzyskał mniej głosów powszechnych niż jego pokonany oponent (choć mogło to też mieć miejsce w roku 1960 – z uwagi na niemożność ustalenia liczby głosów uzyskanych przez Kennedy’ego w Alabamie).
- Niektórzy eksperci twierdzą, iż większością zaledwie kilkudziesięciu głosów na Florydzie wygrał jednak Al Gore, choć brak na to zdaniem drugiej strony przekonujących dowodów.
- Ostatecznie różnica między Bushem a Gore’em na Florydzie wyniosła zaledwie 537 głosów.

Ze swej strony zwolennicy republikanów argumentują:
- Prawo amerykańskie stanowi, iż o wyniku decydują właśnie głosy elektorskie, więc wszystko odbyło się zgodnie z prawem i nie ma znaczenia fakt, iż Bush przegrał z Gore’em o ponad pół miliona głosów. Nie można twierdzić, że „nie ma mandatu”, mimo że większość wyborców poparła jego przeciwnika, gdyż udało mu się zdobyć wystarczająca liczbę elektorów. Zdarzały się już podobne przypadki (w latach 1876, 1888 i, być może, w 1960)
(Oponenci Busha mówią, iż skoro przegrał w głosowaniu powszechnym, to nie ma legitymacji społecznej, a system jest wadliwy, skoro pozwala na takie sytuacje w demokracji).
- Nie ma formalnych dowodów na to, iż Gore rzeczywiście wygrał o owe kilkadziesiąt głosów w tym stanie.

W sprawie Bush v. Gore Sąd Najwyższy zdecydował o zakończeniu ponownego przeliczania głosów, jako sprzecznego z XIV poprawką do Konstytucji. W konsekwencji władze Florydy zatwierdziły elektorów Partii Republikańskiej.
Za decyzją głosowali:
- William H. Rehnquist
- Sandra Day O’Connor
- Antonin Scalia
- Anthony Kennedy
- Clarence Thomas

Przeciw:
- John Paul Stevens
- David Souter
- Ruth Bader Ginsburg
- Stephen Breyer

Należy nadmienić, iż sędziowie Souter i Breyer zgodzili się z tezą większości, iż ponowne przeliczanie głosów na Florydzie naruszało Konstytucję, jednakże byli zdania, iż należało mimo to umożliwić je po wprowadzeniu odpowiednich procedur.

## Główni kandydaci
| Lp. | Kandydat na prezydenta | Kandydat na wiceprezydenta | Logo kampanii | Partia               | Hasło wyborcze                                                      |
| --- | ---------------------- | -------------------------- | ------------- | -------------------- | ------------------------------------------------------------------- |
| 1.  | George W. Bush         | Dick Cheney                |               | Partia Republikańska | Reformator z dobrymi wynikami (Reformer with results)               |
| 2.  | Al Gore                | Joe Lieberman              |               | Partia Demokratyczna | Przywództwo na nowe tysiąclecie (Leadership for the new millennium) |

## Nominacje

### Demokraci
Faworytem do uzyskania nominacji od samego początku był wiceprezydent Al Gore (prezydent Bill Clinton nie mógł kandydować na trzecią kadencję). Pokonał z łatwością byłego senatora Billa Bradleya z New Jersey. Swoim kandydatem na wiceprezydenta uczynił senatora Joe Liebermana z Connecticut (pierwszego Żyda nominowanego na to stanowisko przez jedną z głównych partii).

### Republikanie
Po porażce Boba Dole’a w roku 1996 w kierownictwie partii zapanowało bezkrólewie, co spowodowało, iż duża liczba kandydatów zgłosiła się do udziału w prawyborach:
- Były gubernator i sekretarz transportu Lamar Alexander z Tennessee
- Gary Bauer z Kentucky
- Gubernator George W. Bush z Teksasu
- Była sekretarz transportu i pracy Elizabeth Dole z Karoliny Północnej
- Steve Forbes z Nowego Jorku
- Kongresmen John Kasich z Ohio
- Senator Orrin Hatch z Utah
- Były ambasador Alan Keyes z Maryland
- Senator John McCain z Arizony
- Były wiceprezydent Dan Quayle z Indiany
- Joe Schriner (wpisany na listę)
- Senator Robert C. Smith z New Hampshire

Prawybory wygrał gubernator Bush, który wszelako musiał się zmierzyć z bardzo silną konkurencją ze strony McCaina, który wygrał głosowanie w znacznej liczbie stanów. Kandydatem na wiceprezydenta republikanie mianowali byłego sekretarza obrony Dicka Cheneya. W kampanii McCain, uchodzący za umiarkowanego polityka, przedstawiał Busha (wedle wielu zgodnie z prawdą) jako „skrajnego konserwatystę”.

### Zieloni
Partia Zielonych mianowała swoim kandydatem Ralpha Nadera, znanego działacza społecznego. Nader zdobył ponad dwa miliony głosów, co uznano potem jako jedną z przyczyn ostatecznej porażki Gore’a

## Wyniki głosowania
- George W. Bush – 50 456 141 głosy powszechne (47,87%) i 271 elektorskich
- Al Gore – 50 996 039 głosów powszechnych (48,38%) i 266 elektorskich
- Nieoddany jeden głos elektorski (z Dystryktu Kolumbia, w którym wygrał Gore)
- Ralph Nader – 2 882 807 głosów powszechnych (2,73%) i 0 elektorskich
- Patrick J. Buchanan (Reform Party) – 448 868 głosów powszechnych (0,43%) i 0 elektorskich
- Harry Browne (Libertarian Party) – 386 035 głosów powszechnych (0,37%) i 0 elektorskich
- Howard Phillips (Constitution Party) – 98 004 głosów powszechnych (0,09%) i 0 elektorskich
- John S. Hagelin (Natural Law Party) – 83 524 głosów powszechnych (0,08%) i 0 elektorskich
- Dziewięciu pozostałych kandydatów łącznie (każdy z nich poniżej 10 tys. głosów i poniżej 0,01% głosów) – 29 248 głosów powszechnych (0,03%) i 0 elektorskich
- Kandydaci dopisani przez wyborców łącznie – 20 565 głosów powszechnych (0,02%) i 0 elektorskich
- Głosy skreślające wszystkich kandydatów – 3315 głosów powszechnych (0,00%)
- Wszystkie głosy ważne łącznie – 105 404 546